# شهرستان لینشو
شهرستان لینشو (به لاتین: Linshu County) یک منطقهٔ مسکونی در چین است که در لینیای واقع شده‌است. شهرستان لینشو ۶۰ متر بالاتر از سطح دریا واقع شده‌است.